# Leichtathletik-Weltmeisterschaften 2022/5000 m der Frauen

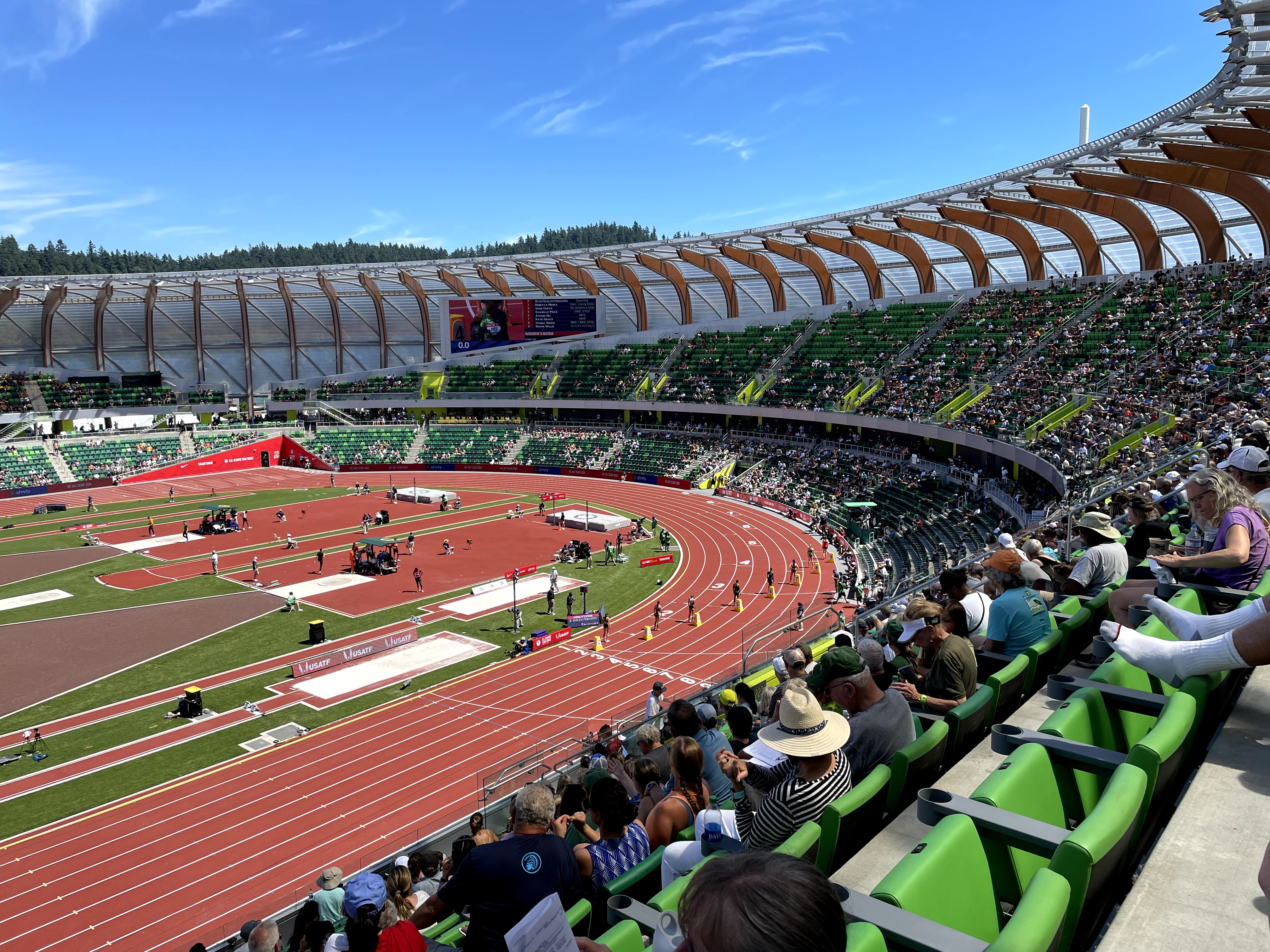
Das Stadion New Hayward Field im Jahr 2021

Der 5000-Meter-Lauf der Frauen bei den Leichtathletik-Weltmeisterschaften 2022 wurde am 20. und 23. Juli 2022 im Hayward Field der Stadt Eugene in den Vereinigten Staaten ausgetragen.
Mit Gold und Bronze errangen die äthiopischen Langstreckenläuferinnen zwei Medaillen in diesem Wettbewerb. Weltmeisterin wurde Gudaf Tsegay, die zuvor mit Olympiabronze 2021 und WM-Bronze 2019 vor allem über 1500 Meter erfolgreich war. Hier in Eugene war sie fünf Tage zuvor Vizeweltmeisterin auf dieser Strecke geworden. Sie gewann vor der Kenianerin Beatrice Chebet. Bronze ging an Dawit Seyaum.

## Bestehende Rekorde
| Weltrekord               | 14:06,62 min | Letesenbet Gidey | Valencia, Spanien | 7. Oktober 2020 |
| Weltmeisterschaftsrekord | 14:26,72 min | Hellen Obiri     | WM Doha, Katar    | 5. Oktober 2019 |

Die drei Rennen bei diesen Weltmeisterschaften waren bei nicht allzu schnellem Tempo vor allem auf ein schnelles Finish ausgerichtet. So wurde der bestehende WM-Rekord nicht erreicht. Mit 14:46,29 min im Finale erzielte die äthiopische Weltmeisterin Gudaf Tsegay die schnellste Zeit, womit sie den Rekord um 19,57 s verfehlte. Zum Weltrekord fehlten ihr 39,67 s.

## Vorrunde
20. Juli 2022
Die Vorrunde wurde in zwei Läufen durchgeführt. Die ersten fünf Athletinnen pro Lauf – hellblau unterlegt – sowie die darüber hinaus fünf zeitschnellsten Läuferinnen – hellgrün unterlegt – qualifizierten sich für das Finale.

### Vorlauf 1

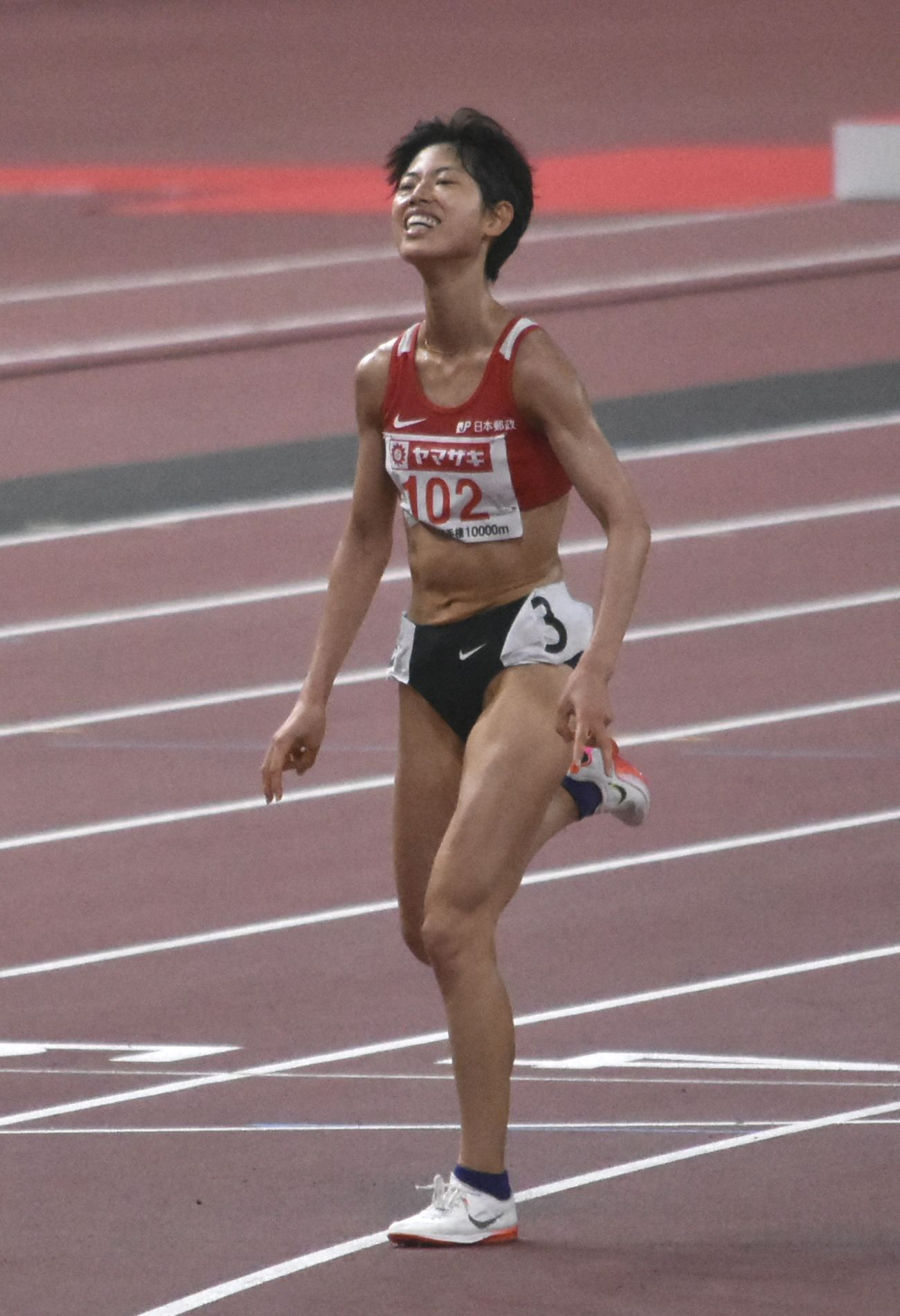
Ririka Hironaka – ausgeschieden als Siebte des ersten Vorlaufs
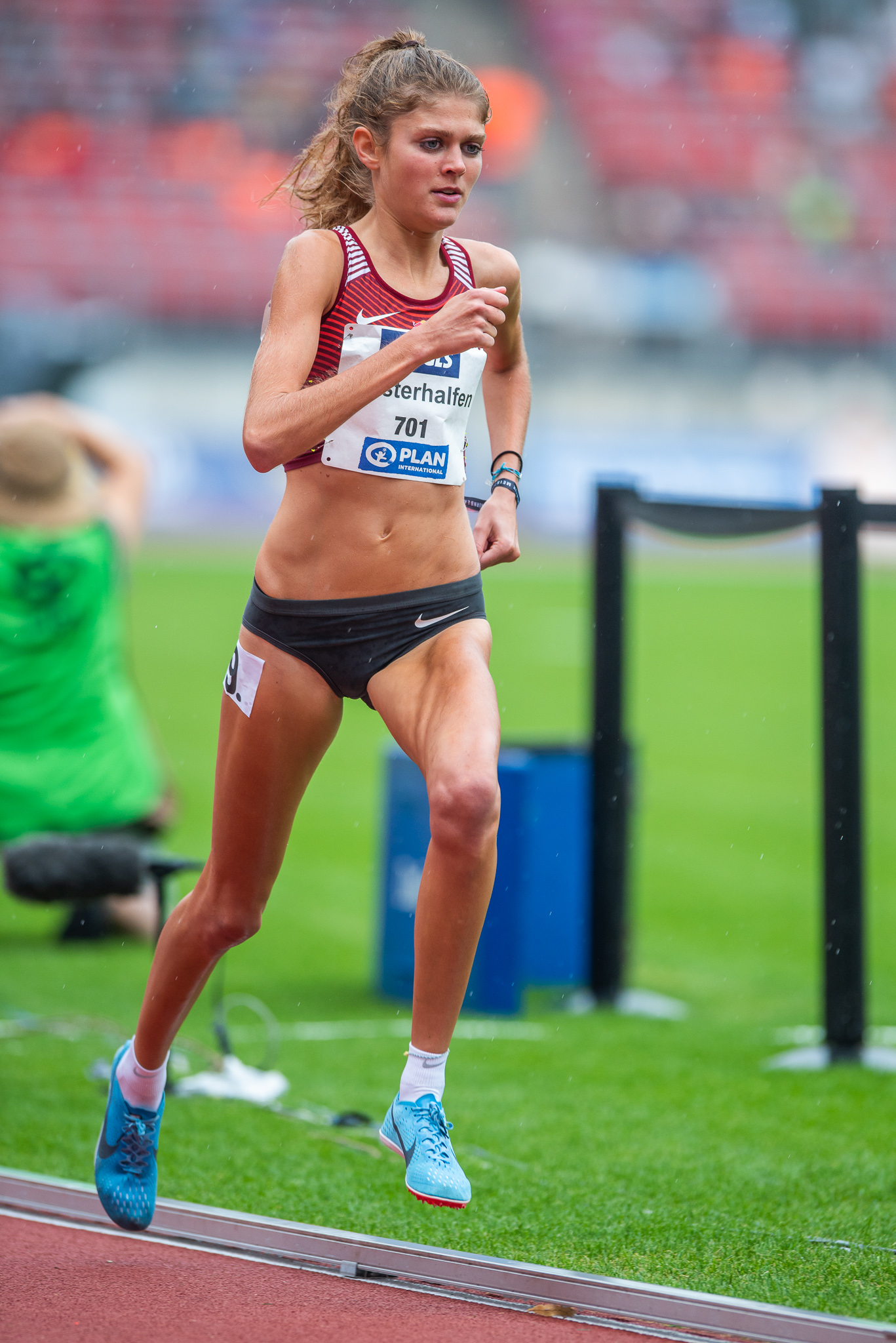
Konstanze Klosterhalfen – ausgeschieden als Achte des ersten Vorlaufs

20. Juli 2022, 16:25 Uhr Ortszeit (21. Juli 2022, 1:25 Uhr MESZ)
| Platz | Name                    | Nation         | Zeit (min) |
| ----- | ----------------------- | -------------- | ---------- |
| 1     | Gudaf Tsegay            | Äthiopien      | 14:52,64   |
| 2     | Dawit Seyaum            | Äthiopien      | 14:53,06   |
| 3     | Beatrice Chebet         | Kenia          | 14:53,34   |
| 4     | Margaret Kipkemboi      | Kenia          | 14:53,45   |
| 5     | Karissa Schweizer       | USA            | 14:53,69   |
| 6     | Emily Infeld            | USA            | 15:00,98   |
| 7     | Ririka Hironaka         | Japan          | 15:02,03   |
| 8     | Konstanze Klosterhalfen | Deutschland    | 15:17,78   |
| 9     | Maureen Koster          | Niederlande    | 15:18,17   |
| 10    | Sarah Lahti             | Schweden       | 15:26,05   |
| 11    | Rahel Daniel            | Eritrea        | 15:31,03   |
| 12    | Amy-Eloise Markovc      | Großbritannien | 15:31,62   |
| 13    | Caster Semenya          | Südafrika      | 15:46,12   |
| 14    | Kaede Hagitani          | Japan          | 15:53,39   |
| 15    | Florencia Borelli       | Argentinien    | 16:06,36   |
| 16    | Edymar Brea             | Venezuela      | 16:41,32   |
| DNF   | Natalie Rule            | Australien     |            |
| DNF   | Camilla Richardsson     | Finnland       |            |

Weitere im ersten Vorlauf ausgeschiedene Läuferinnen:

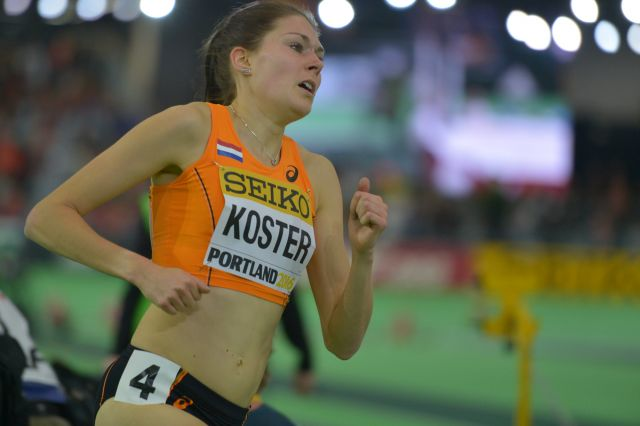
Maureen Koster – Rang neun
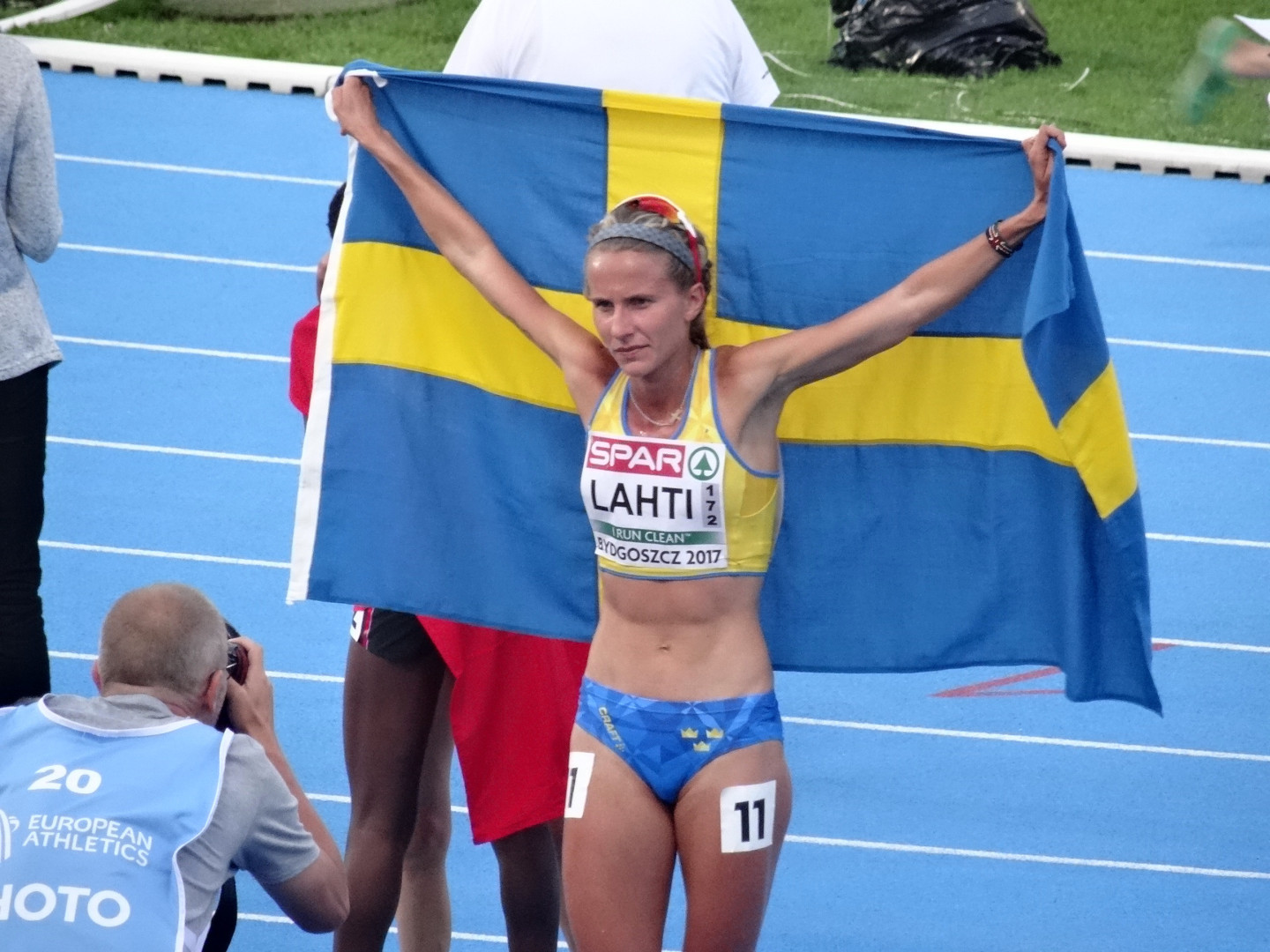
Sarah Lahti – Rang zehn
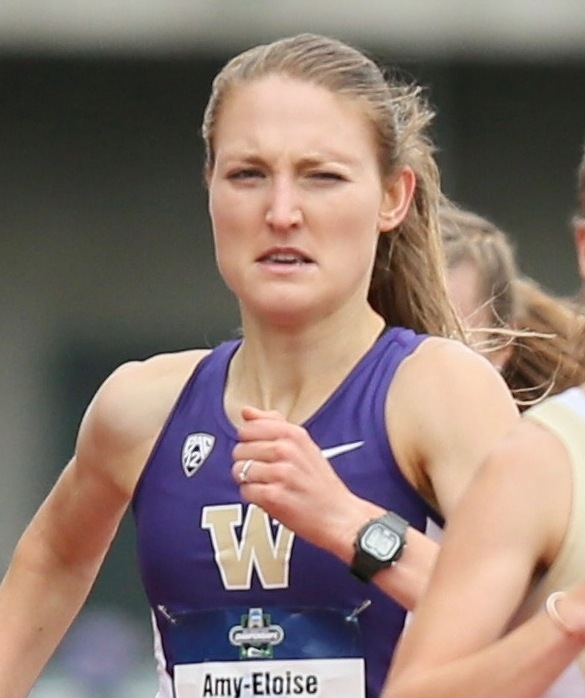
Amy-Eloise Markovc – Rang zwölf
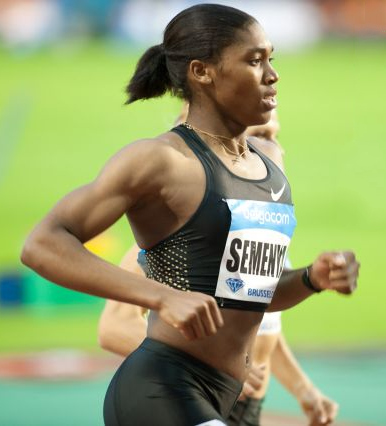
Caster Semenya – Rang dreizehn

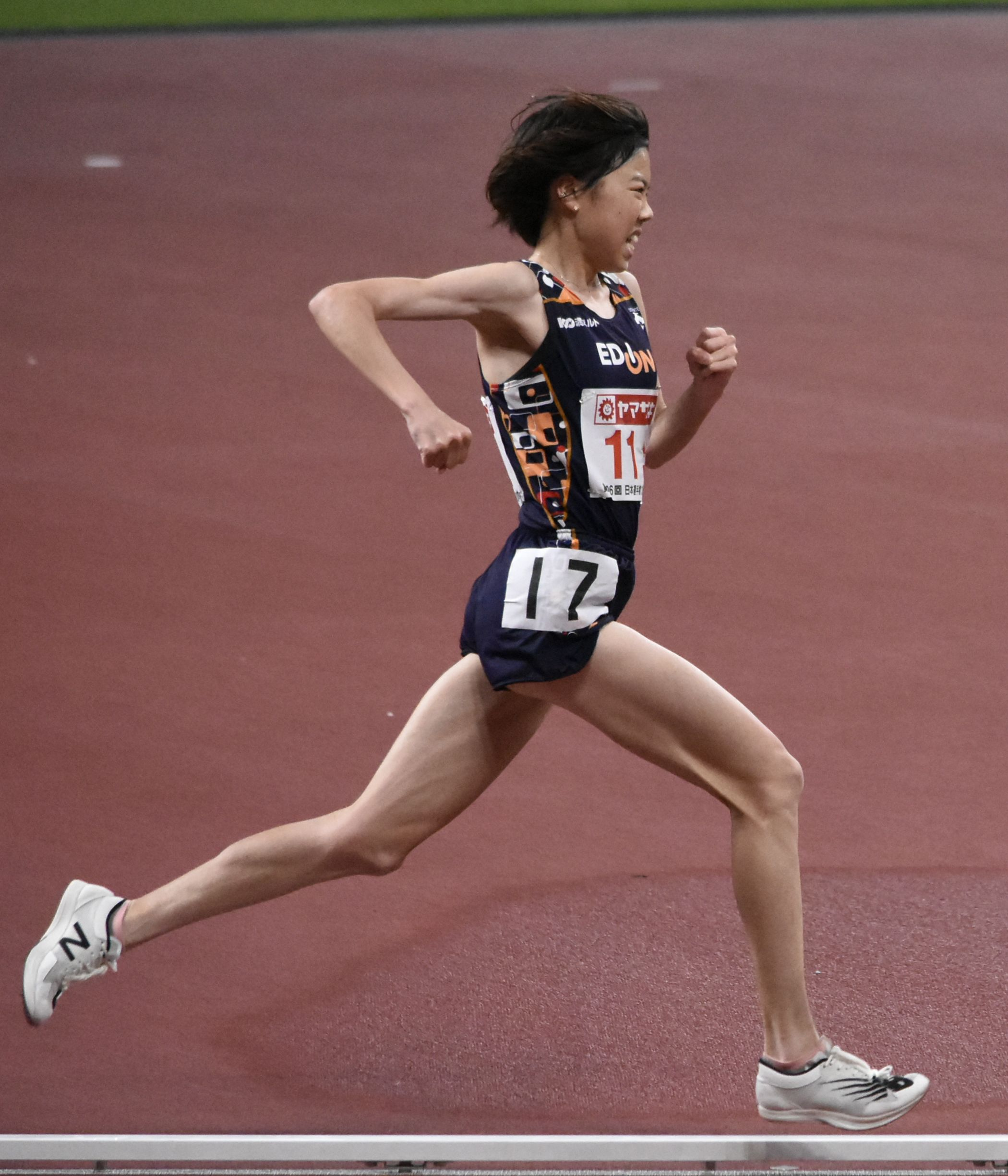
Kaede Hagitani – Rang vierzehn
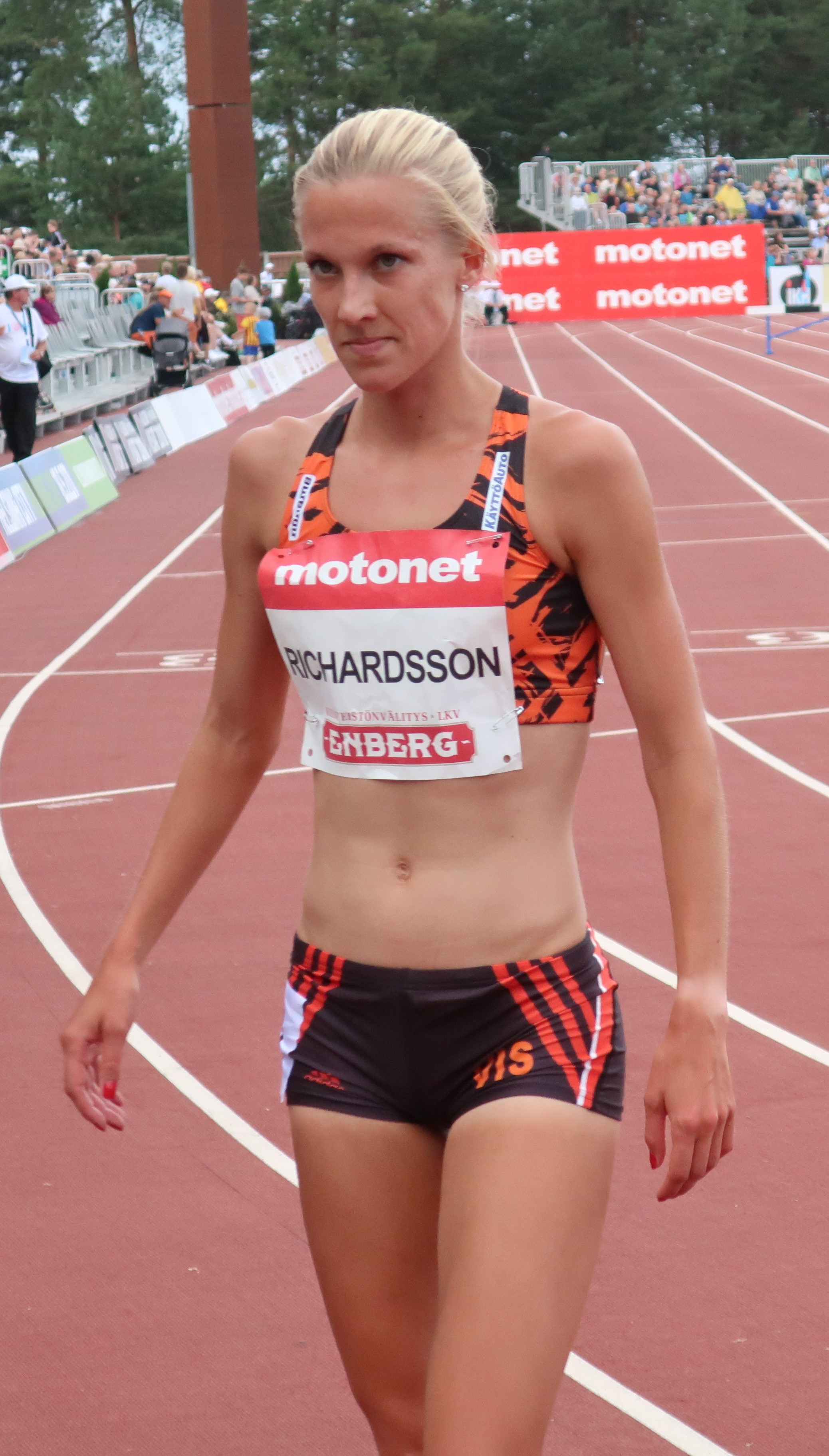
Camilla Richardsson – Ziel nicht erreicht

### Vorlauf 2

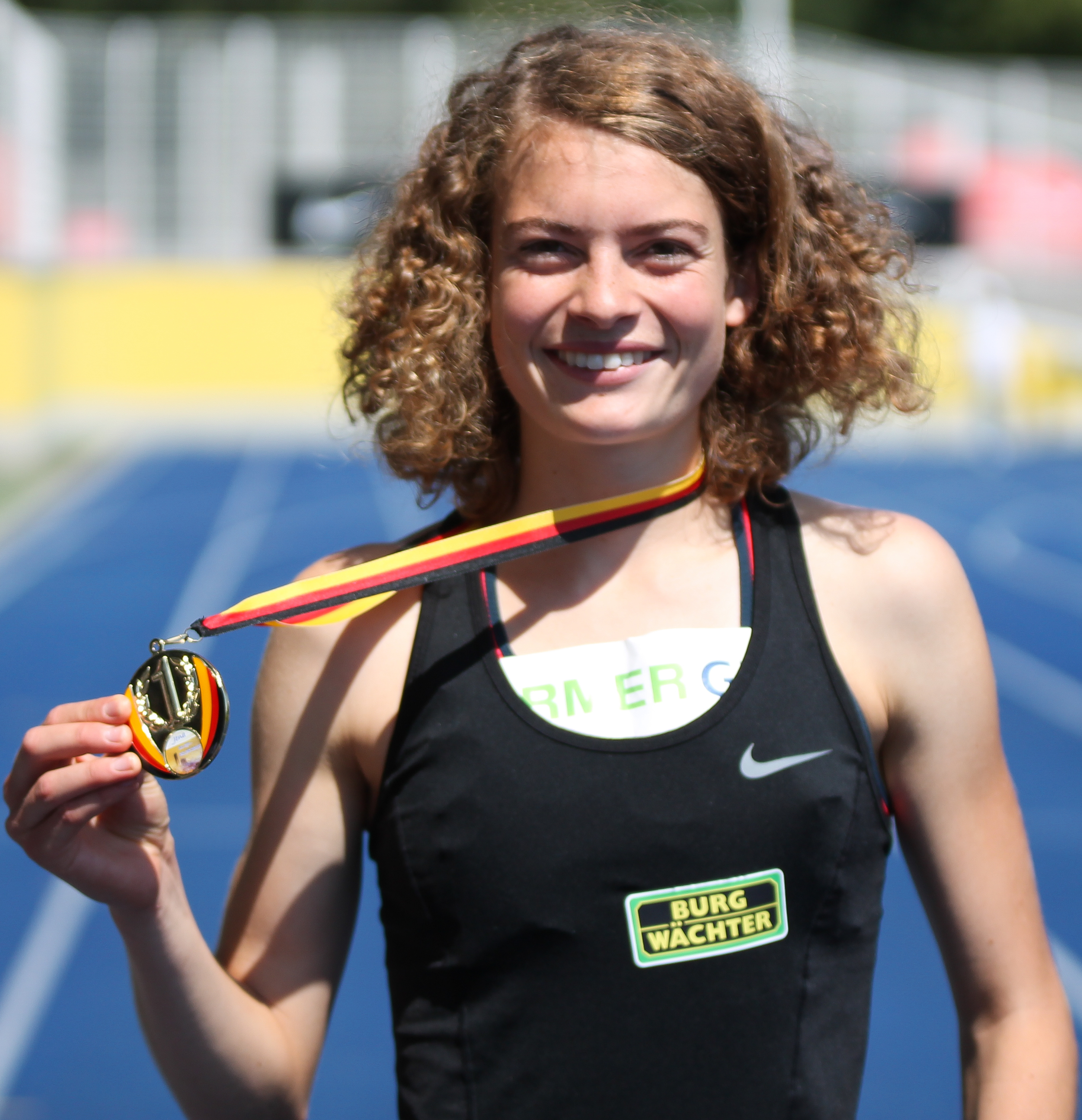
Alina Reh – ausgeschieden als Zehnte des zweiten Vorlaufs
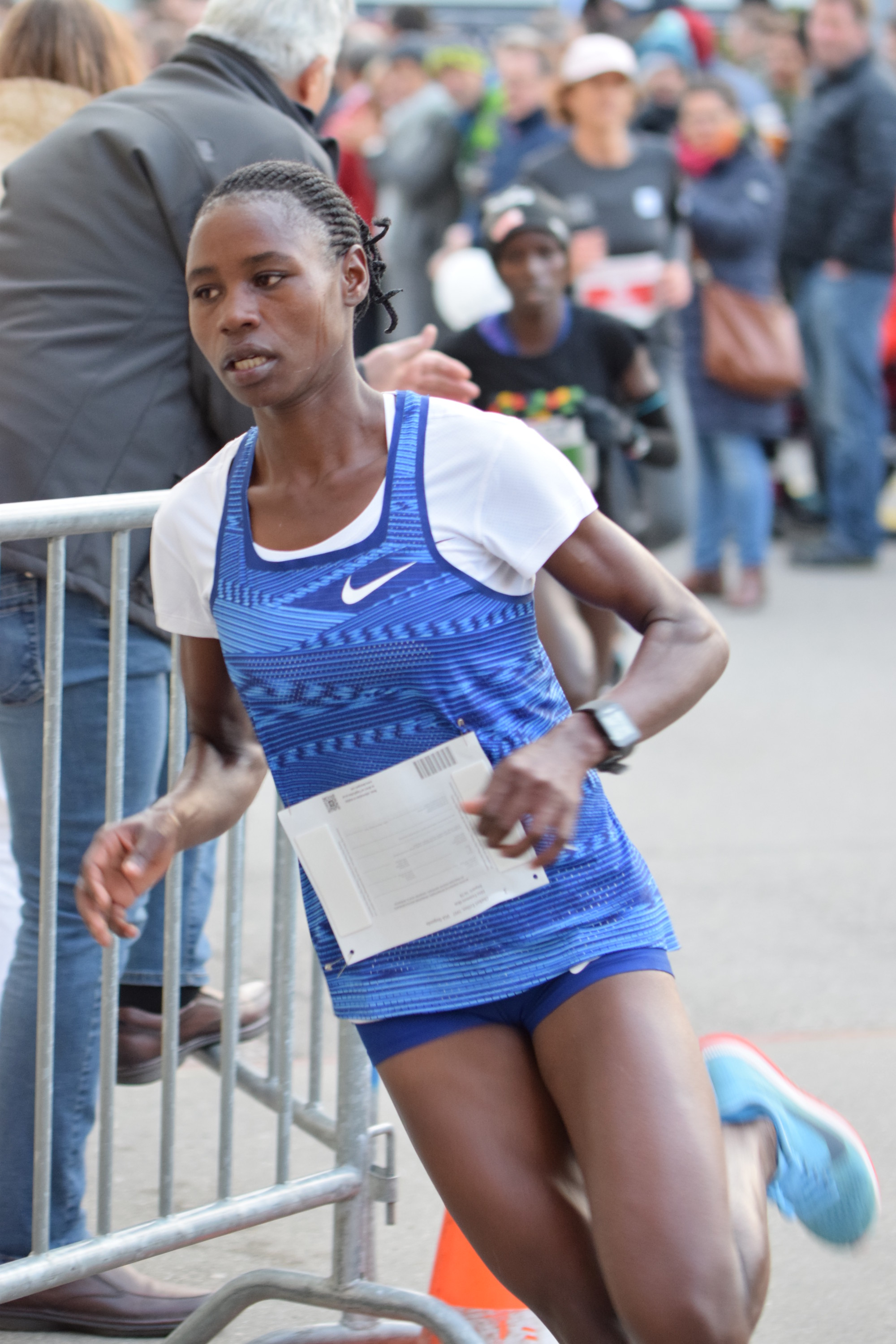
Esther Chebet – ausgeschieden als Dreizehnte des zweiten Vorlaufs

20. Juli 2022, 16:51 Uhr Ortszeit (21. Juli 2022, 1:51 Uhr MESZ)
| Platz | Name                        | Nation         | Zeit (min) |
| ----- | --------------------------- | -------------- | ---------- |
| 1     | Letesenbet Gidey            | Äthiopien      | 14:52,27   |
| 2     | Caroline Chepkoech Kipkirui | Kenia          | 14:52,54   |
| 3     | Sifan Hassan                | Niederlande    | 14:52,89   |
| 4     | Karoline Bjerkeli Grøvdal   | Norwegen       | 14:53,07   |
| 5     | Elise Cranny                | USA            | 14:53,20   |
| 6     | Gloria Kite                 | Kenia          | 14:53,62   |
| 7     | Eilish McColgan             | Großbritannien | 14:56,47   |
| 8     | Jessica Judd                | Großbritannien | 14:57,64   |
| 9     | Nozomi Tanaka               | Japan          | 15:00,21   |
| 10    | Alina Reh                   | Deutschland    | 15:13,92   |
| 11    | Laura Galván                | Mexiko         | 15:15,92   |
| 12    | Mariana Machado             | Portugal       | 15:18,09   |
| 13    | Esther Chebet               | Uganda         | 15:26,40   |
| 14    | Selamawit Teferi            | Israel         | 15:44,30   |
| 15    | Rose Davies                 | Australien     | 15:45,95   |
| 16    | Joselyn Brea                | Venezuela      | 15:46,75   |
| 17    | Parul Chaudhary             | Indien         | 15:54,03   |
| 18    | Sara Benfares               | Deutschland    | 16:34,23   |
| 19    | Gracelyn Larkin             | Kanada         | 16:48,78   |

Weitere im zweiten Vorlauf ausgeschiedene Läuferinnen:

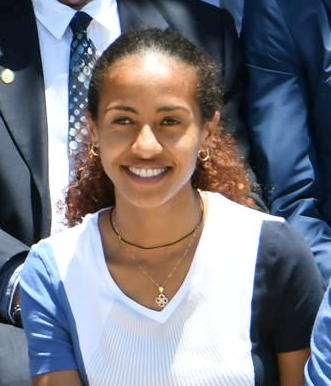
Selamawit Teferi – Rang vierzehn
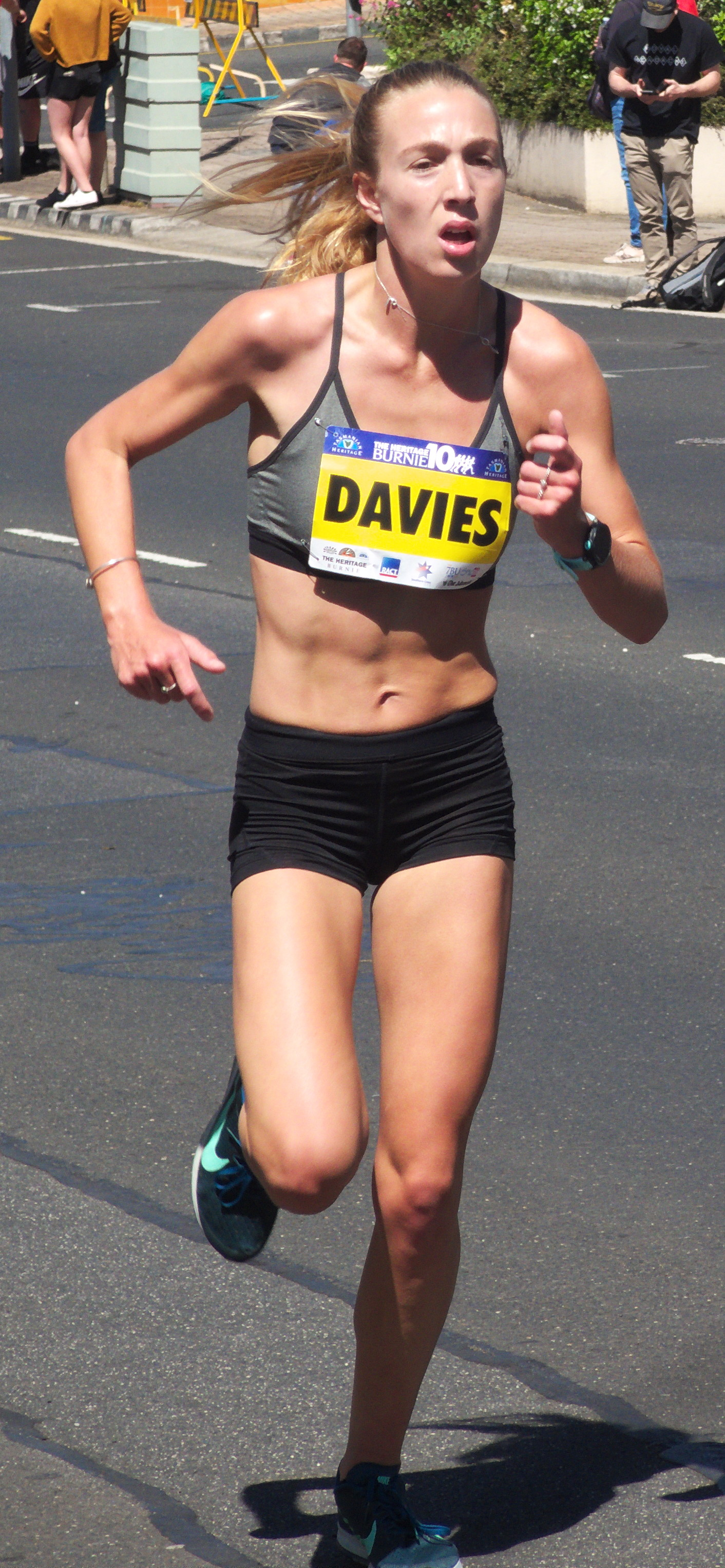
Rose Davies – Rang fünfzehn
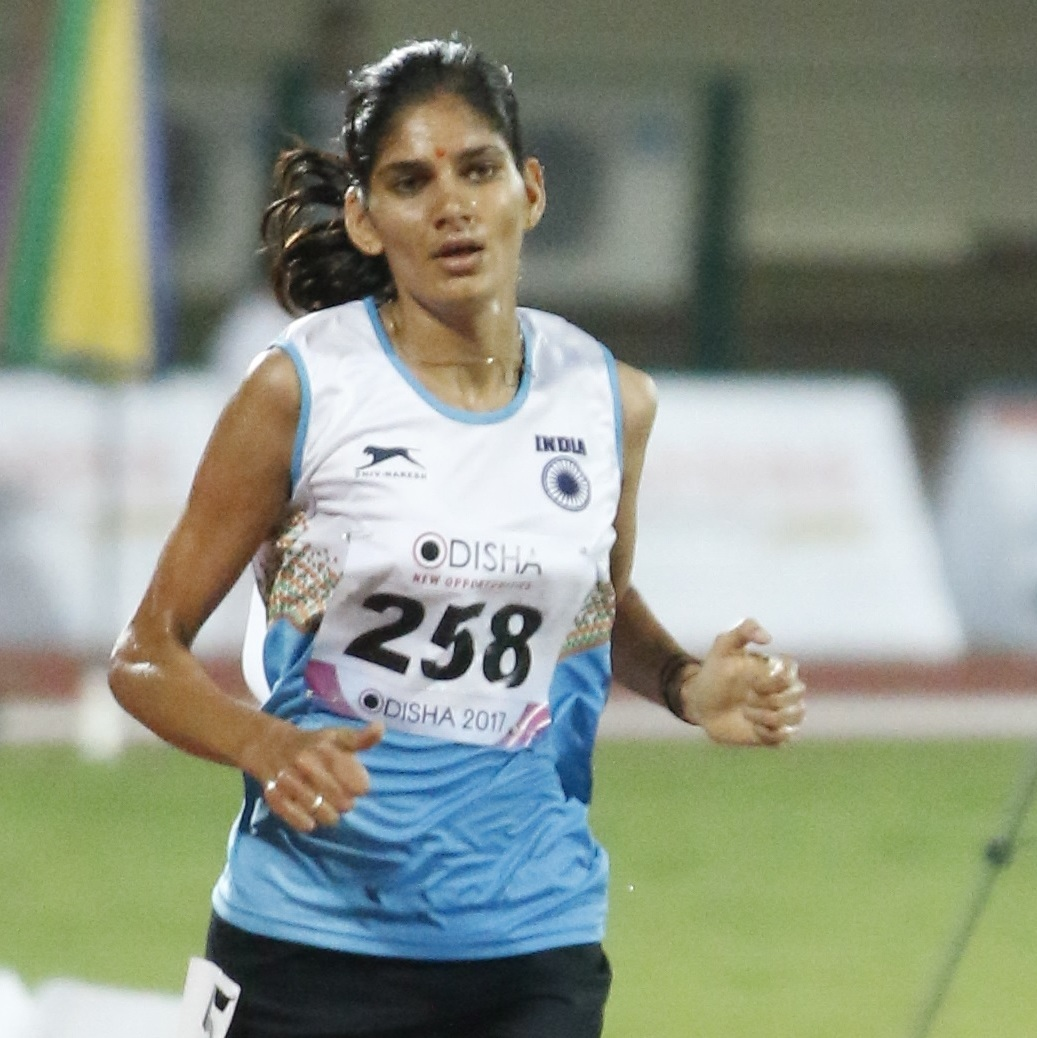
Parul Chaudhary – Rang siebzehn
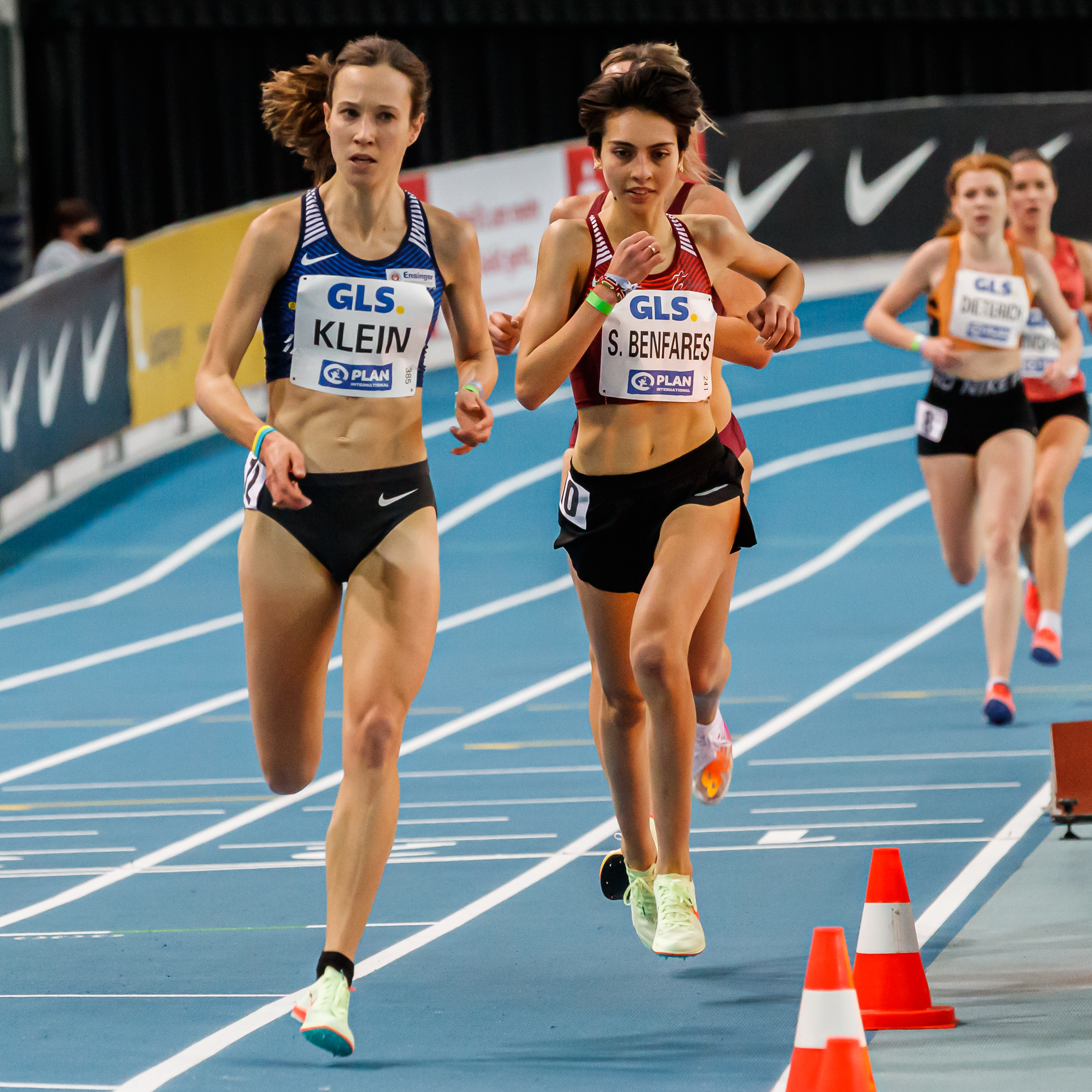
Sara Benfares (vorne rechts) – Rang achtzehn

## Finale

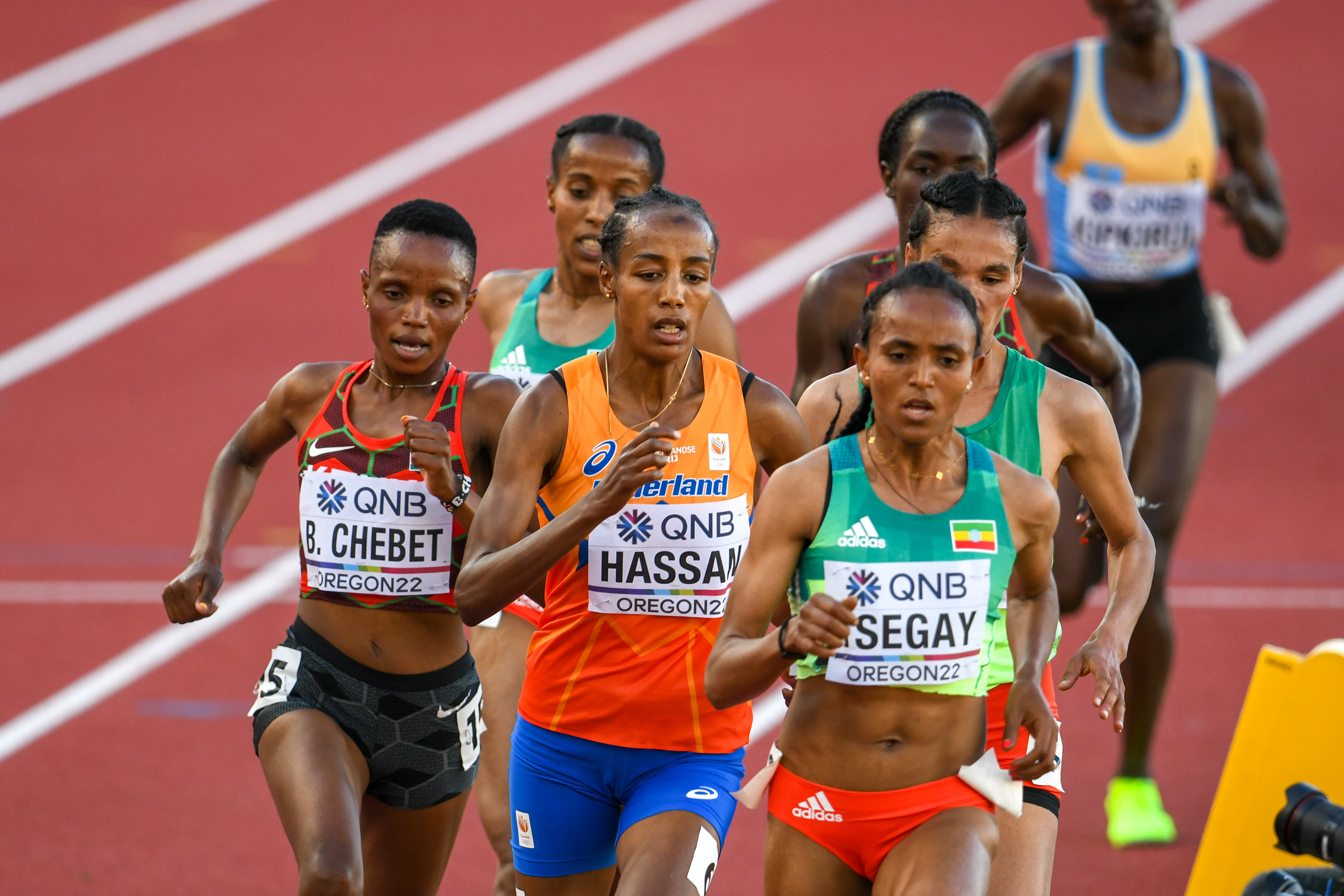
Die Führungsgruppe des 5000-Meter-Laufs in der Schlussphase

23. Juli 2022, 18:25 Uhr Ortszeit (24. Juli 2022, 3:25 Uhr MESZ)
| Platz | Name                        | Nation         | Zeit (min) |
| ----- | --------------------------- | -------------- | ---------- |
| 1     | Gudaf Tsegay                | Äthiopien      | 14:46,29   |
| 2     | Beatrice Chebet             | Kenia          | 14:46,75   |
| 3     | Dawit Seyaum                | Äthiopien      | 14:47,36   |
| 4     | Margaret Kipkemboi          | Kenia          | 14:47,71   |
| 5     | Letesenbet Gidey            | Äthiopien      | 14:47,98   |
| 6     | Sifan Hassan                | Niederlande    | 14:48,12   |
| 7     | Caroline Chepkoech Kipkirui | Kasachstan     | 14:54,80   |
| 8     | Karoline Bjerkeli Grøvdal   | Norwegen       | 14:57,62   |
| 9     | Elise Cranny                | USA            | 14:59,99   |
| 10    | Gloria Kite                 | Kenia          | 15:01,22   |
| 11    | Eilish McColgan             | Großbritannien | 15:03,03   |
| 12    | Nozomi Tanaka               | Japan          | 15:19,35   |
| 13    | Jessica Judd                | Großbritannien | 15:19,88   |
| 14    | Emily Infeld                | USA            | 15:29,03   |
| DNF   | Karissa Schweizer           | USA            |            |

| Zwischenzeiten      | Zwischenzeiten | Zwischenzeiten                        | Zwischenzeiten |
| Zwischenzeit- Marke | Zwischenzeit   | Führende                              | 1000-m-Zeit    |
| ------------------- | -------------- | ------------------------------------- | -------------- |
| 1000 m              | 3:14,21 min    | Gudaf Tsegay mit dem kompletten Feld  | 3:14,21 min    |
| 2000 m              | 6:07,56 min    | Gudaf Tsegay mit 12köpfiger Gruppe    | 2:53,35 min    |
| 3000 m              | 9:02,79 min    | Gudaf Tsegay mit 10köpfiger Gruppe    | 2:55,23 min    |
| 4000 m              | 12:00,69 min   | Letesenbet Gidey mit 9köpfiger Gruppe | 2:57,60 min    |
| 5000 m              | 14:46,29 min   | Gudaf Tsegay                          | 2:45,60 min    |

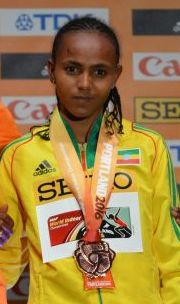
Weltmeisterin Gudaf Tsegay
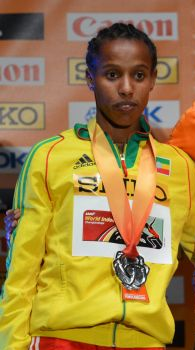
Bronzemedaillengewinnerin Dawit Seyaum

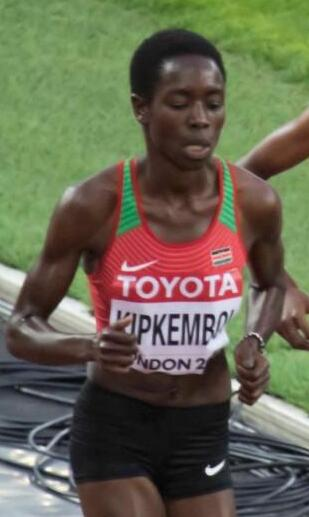
Margaret Kipkemboi, 2019 Vizeweltmeisterin, belegte Rang vier
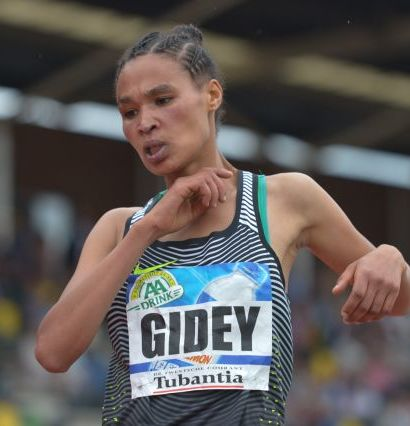
Weltrekordinhaberin Letesenbet Gidey – in der Woche zuvor Weltmeisterin über 10.000 Meter – kam auf den fünften Platz
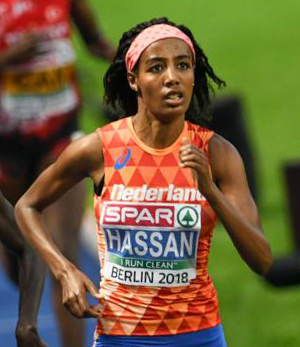
Sifan Hassan – in den Jahren zuvor sehr erfolgreich auf den Strecken von 1500 bis 10.000 Meter – erreichte Platz sechs
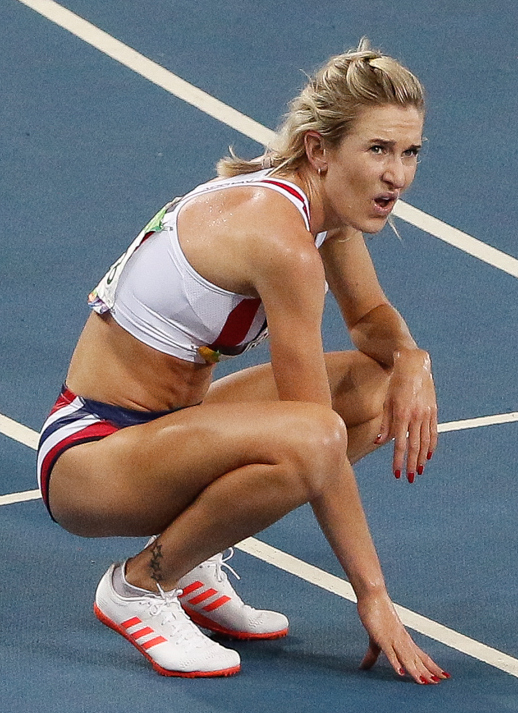
Karoline Bjerkeli Grøvdal wurde Achte

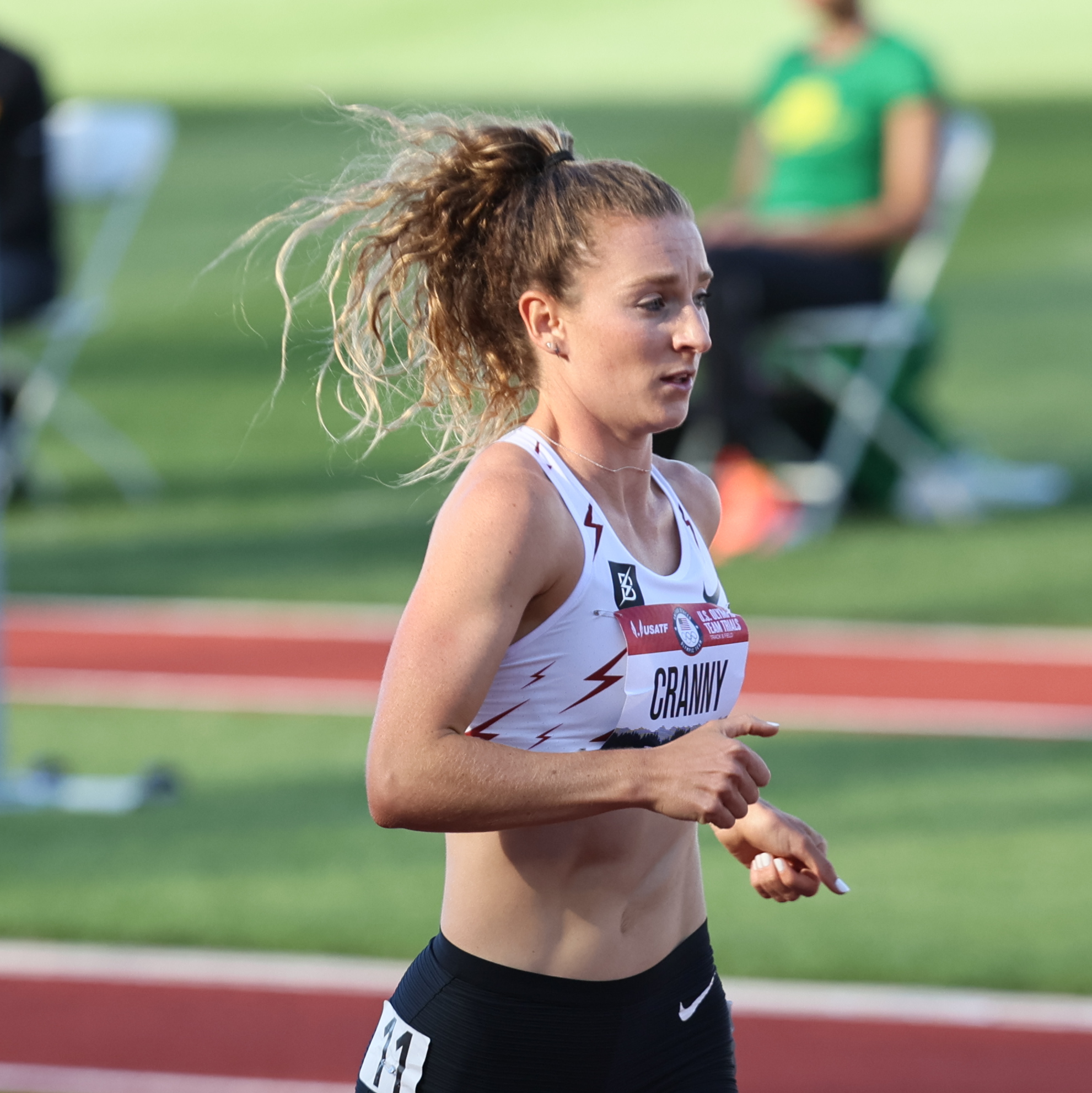
Die neuntplatzierte Elise Cranny
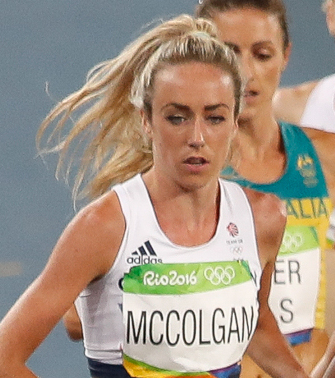
Rang elf für Eilish McColgan
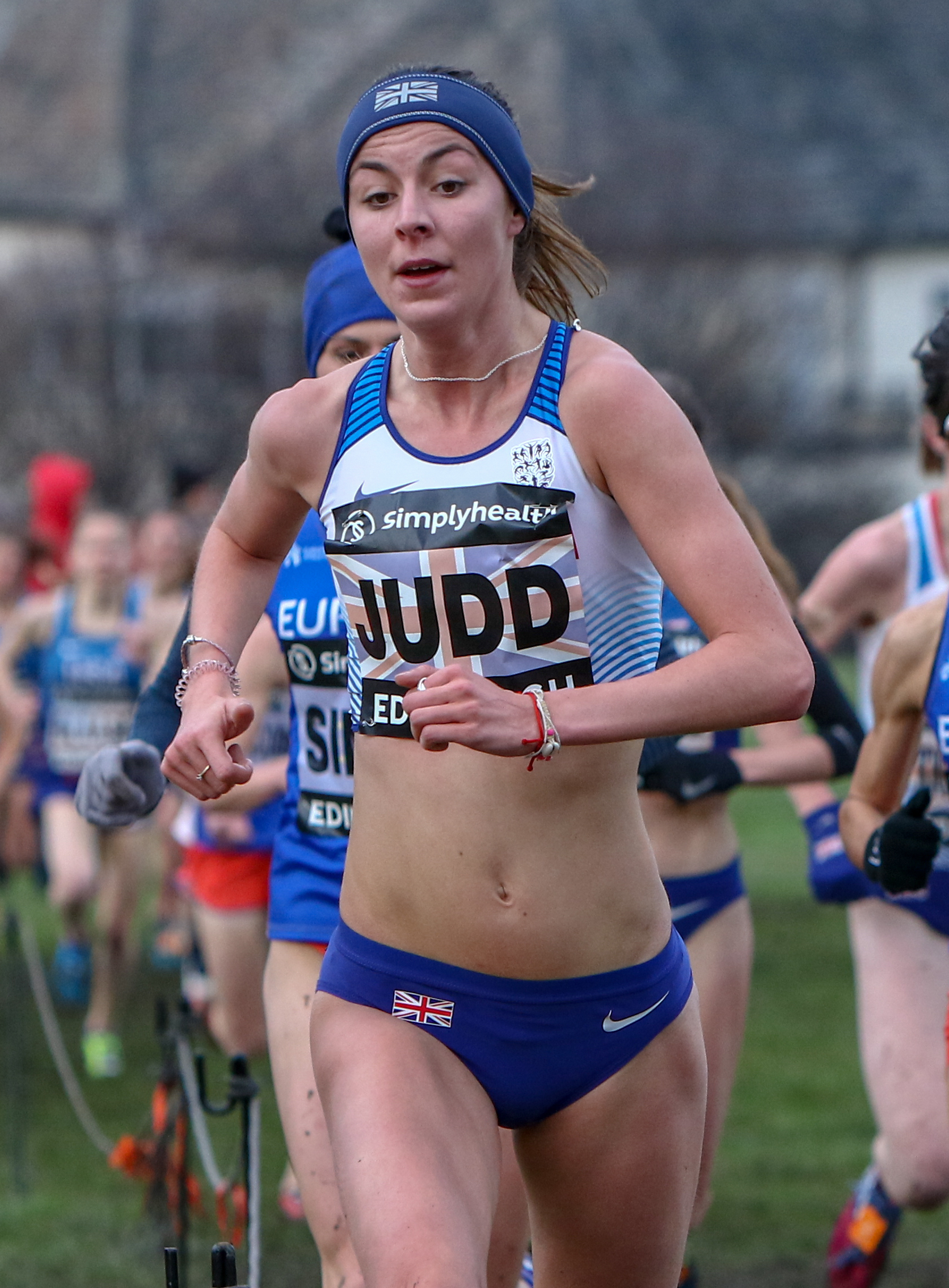
Jessica Judd – Platz dreizehn
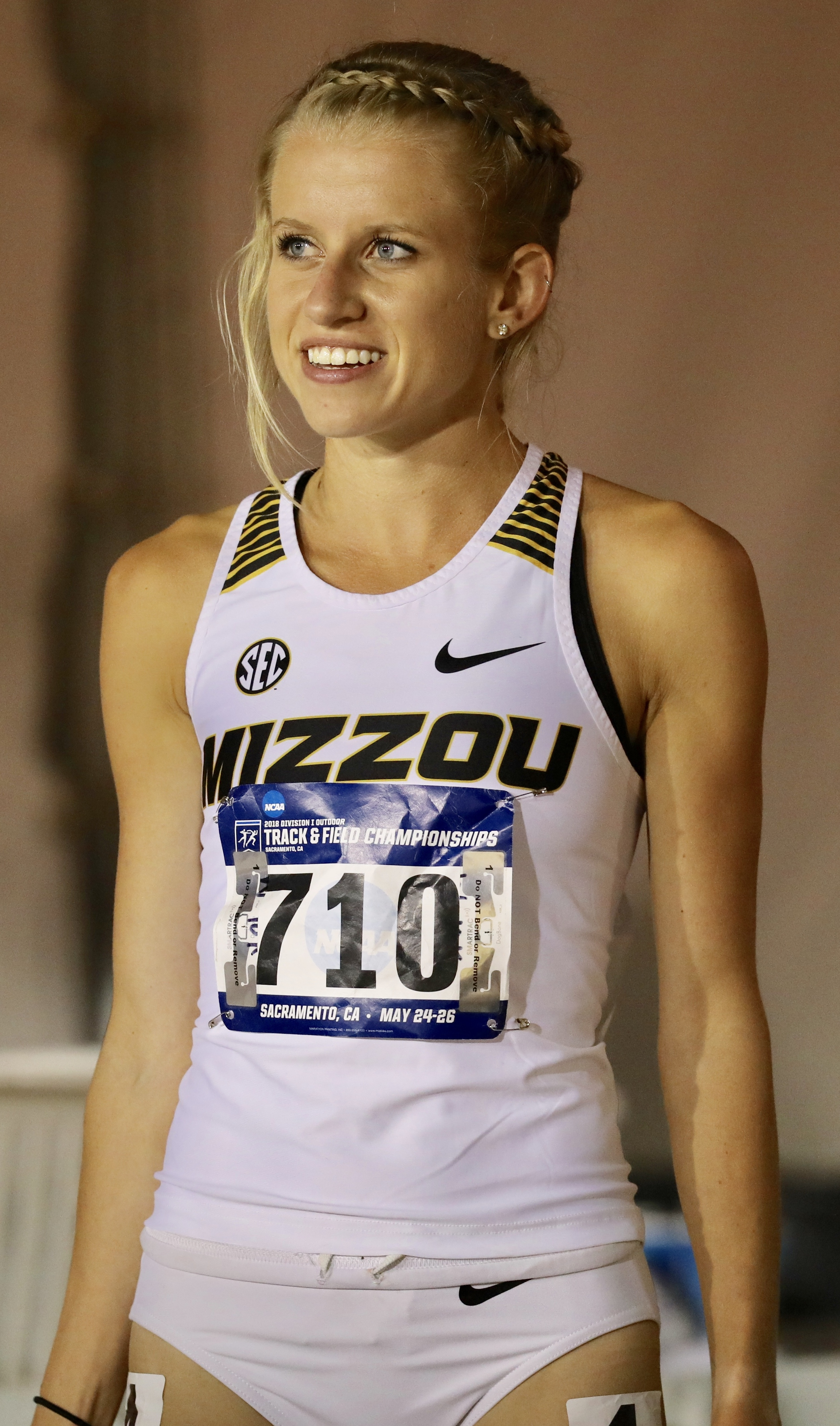
Karissa Schweizer – nicht im Ziel

## Video
- Gudaf Tsegay grabs gold in women's 5000m, youtube.com, abgerufen am 20. August 2022